# 阿文提诺街

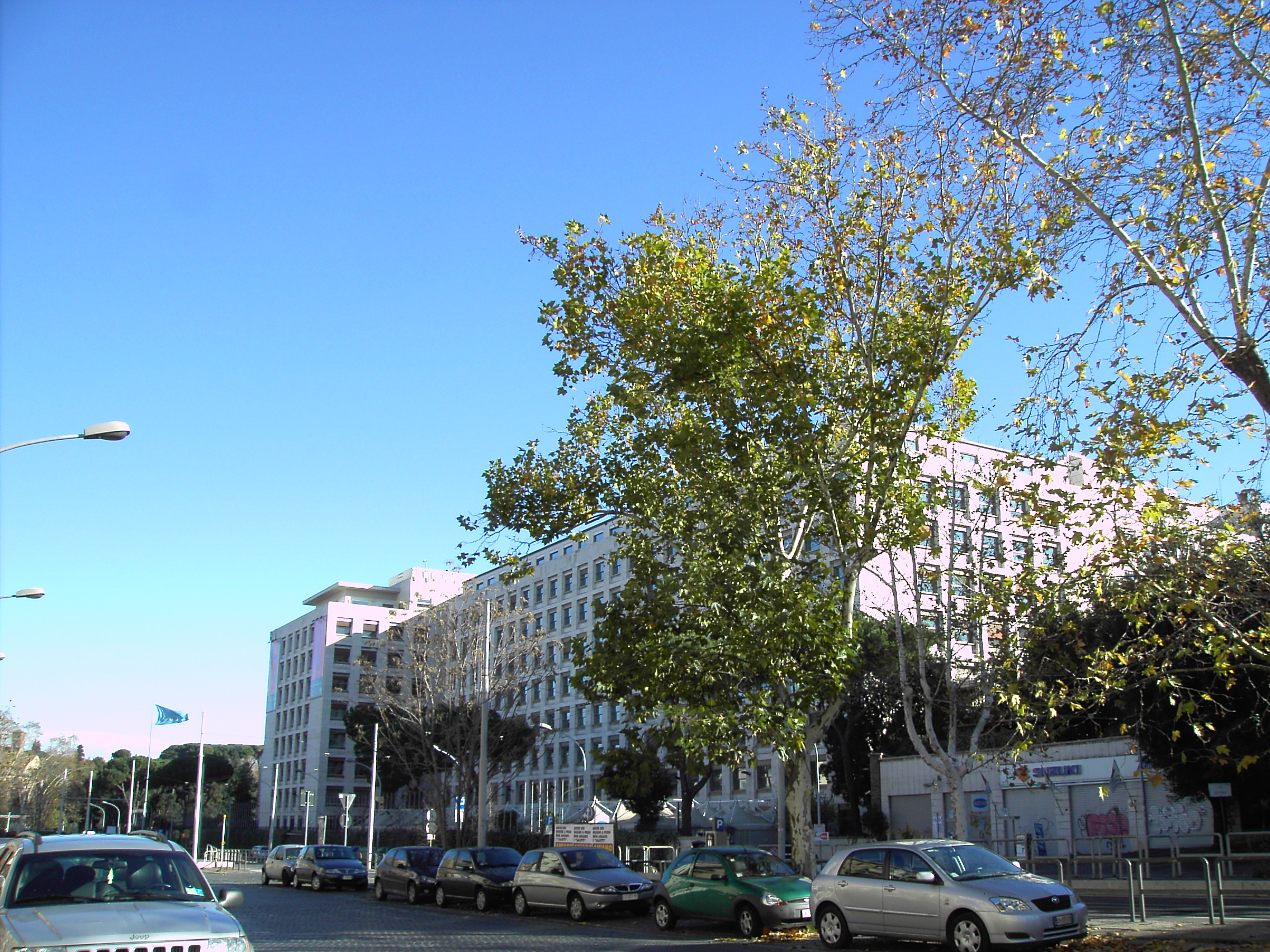
Palazzo FAO

阿文提诺街（Viale Aventino）是意大利罗马的一条街道，开始于卡佩纳门广场，结束于阿尔巴尼亚广场 。它标志着里帕区(阿文提诺山一侧) 与圣撒巴区 (卡拉卡拉浴场一侧）之间的边界。
这条街建于20世纪30年代，作为联系奥斯蒂亚大道、圣保禄门火车站和罗马奥斯蒂亚火车站的主要途径。这条街的一端毗邻馬克西穆斯競技場，还设有联合国粮食及农业组织大楼，原为殖民部大楼；因此，这条街在1938年最初的名称是“非洲街”（Viale Africa）。 

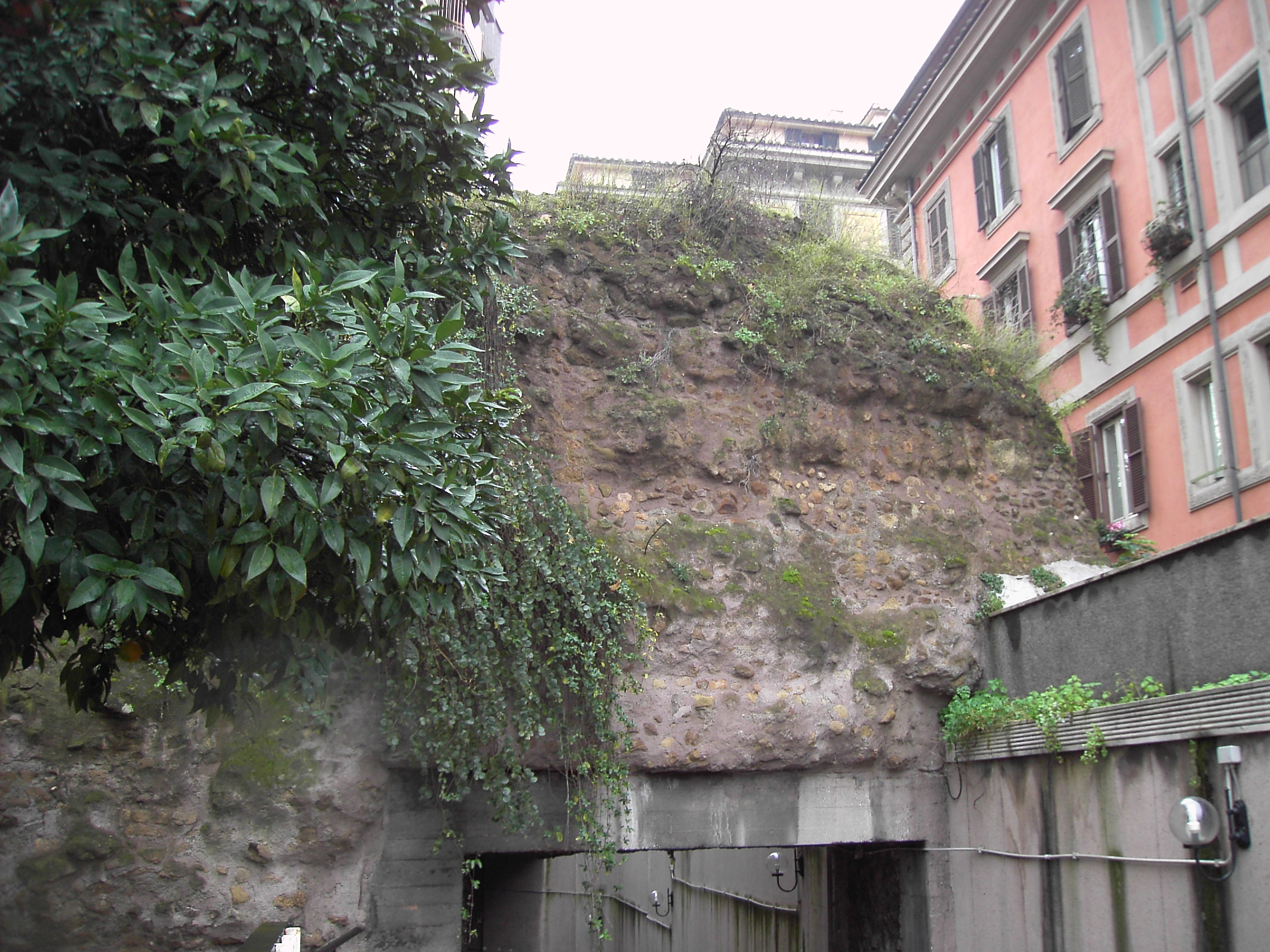